# Rondibilis elongata
Rondibilis elongata är en skalbaggsart. Rondibilis elongata ingår i släktet Rondibilis och familjen långhorningar.

## Underarter
Arten delas in i följande underarter:
- R. e. elongata
- R. e. minor